# Ewa Roniewicz
Ewa Roniewicz – polska paleontolożka, specjalizująca się w badaniach nad koralowcami sześciopromiennymi.

## Elementy biografii
Studiowała na Uniwersytecie Warszawskim, gdzie w 1958 otrzymała tytuł zawodowy magistra. Jej kariera zawodowa związana była z Instytutem Paleobiologii PAN, gdzie pracowała w latach 1960–2012, uzyskując w tym czasie stopnie doktora i doktora habilitowanego nauk przyrodniczych. 30 października 1989 otrzymała tytuł profesora nauk przyrodniczych. W latach 1972–1991 była sekretarzem redakcji czasopisma Acta Palaeontologica Polonica. Jej doktorantem był Jarosław Stolarski. 20 czerwca 2015 została wybrana członkiem-korespondentem Wydziału IV Polskiej Akademii Umiejętności.

## Osiągnięcia naukowe

### Znaczenie w historii nauki
Głównym przedmiotem badań Ewy Roniewicz jest systematyka koralowców triasowych i jurajskich. Opisała liczne nowe taksony koralowców kopalnych, na przykład rodziny Smilostyliidae Roniewicz, 1976 i Cyclophylliidae Roniewicz, 1989 oraz rodzaje Alpinophyllia Roniewicz, 1989, Cylismilia Roniewicz, 1988 (= Cylindrosmilia Roniewicz, 1976 non Quenstedt, 1880), Distichoflabellum Roniewicz, 1989, Smilostylia Roniewicz, 1966 i Thamnasterites Roniewicz, 2011. 
Ponadto uczestniczyła w opracowywaniu wyników wypraw do Mongolii, opisując (we współautorstwie z Halszką Osmólską) teropody Gallimimus Osmólska, Roniewicz & Barsbold, 1972 i Deinocheirus Osmólska & Roniewicz, 1970. 

### Wybrane publikacje
Ewa Roniewicz opublikowała samodzielnie lub we współautorstwie kilkadziesiąt prac naukowych i popularnonaukowych, między innymi:
- Les Madréporaires du Jurassique supérieur de la bordure des Monts de Sainte-Croix, Pologne (1966)[9]
- Deinocheiridae, a new family of theropod dinosaurs (Osmólska & Roniewicz, 1970)[12]
- A new dinosaur, Gallimimus bullatus n. gen., n. sp. (Ornithomimidae) from the Upper Cretaceous of Mongolia (1972)[11]
- Les scléractiniaires du Jurassique supérieur de la Dobrogea centrale, Roumanie (1976)[6]
- Pennular and non-pennular Jurassic scleractinians – some examples (1982)[14]
- Triassic Scleractinian corals of the Zlambach Beds, Northern Calcareous Alps, Austria (1989)[7]
- Evolution of the Scleractinia in the light of microstructural data (Roniewicz & Morycowa, 1993)[15]
- Kierunki ewolucyjne w rozwoju koralowców sześciopromiennych (koralowce, parzydełkowce) (1996)[16]
- The key role of skeletal microstructure in recognizing high-rank scleractinian taxa in the stratigraphical record (1996)[17]
- Evolutionary trends in the epithecate scleractinian corals (Roniewicz & Stolarski,1999)[18]

## Upamiętnienie
Na jej cześć nazwano gatunki kredowych koralowców: Keriophyllia roniewiczae Baron-Szabo & González-León, 1999 (znana z Meksyku) oraz Balkhanomeandra roniewiczae Bugrova, 2021 (znana z Turkmenistanu i Azerbejdżanu).